# Bunker Hill (Indiana)
Bunker Hill é uma cidade  localizada no estado americano de Indiana, no Condado de Miami.

## Demografia
Segundo o censo americano de 2000, a sua população era de 987 habitantes. 
Em 2006, foi estimada uma população de 1012, um aumento de 25 (2.5%).

## Geografia
De acordo com o United States Census Bureau tem uma área de 
1,1 km², dos quais 1,1 km² cobertos por terra e 0,0 km² cobertos por água. Bunker Hill localiza-se a aproximadamente 245 m acima do nível do mar.

## Localidades na vizinhança
O diagrama seguinte representa as localidades num raio de 12 km ao redor de Bunker Hill. 